# مطار كام رانه الدولي
للأستخدام العسكري لهذه المنشأة، اقرأ قاعدة كام رانه الجوية ‏

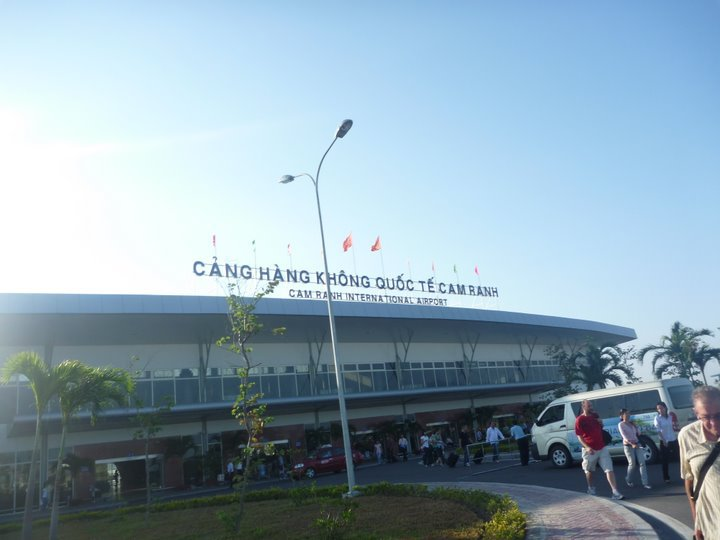
The new international terminal.

مطار كام رانه الدولي (لغة فيتنامية: Sân bay Quốc tế Cam Ranh) (إياتا: CXR، إيكاو: VVCR) هو محدد في خليج كام رنه في كام رنه، وهي بلدة في محافظة خانه هوا في فيتنام. أنها تخدم مدينة نها ترانج، وهي تبعد 30 كـم (19 ميل)من المطار.

## تاريخ
نم بناء مطار كام رانه من قبل جيش الولايات المتحدة في خلال حرب فيتنام، وتنظيمه من قبل القوات الجوية للولايات المتحدة لأسباب عسكرية مثل
قاعدة كام رانه الجوية.
في عام 1972, تم تحويل القاعدة إلى الحكومة الفيتنامية الجنوبية. في 3 أبريل 1975، اعتقلت القوات الفيتنامية الشمالية خليج كام رانه وكافة منشآتها المتبقية.
من عام 1979 إلى عام 2002، استخدمت المنشأئة من قبل سلاح الجو الروسي السوفياتي ثم بسبب معاهدة التأجير بدون إيجار لمدة 25 عاما.
في 19 مايو 2004، بعد إعادة الإعمار الكبرى، تلق المطار رحلته التجارية الأولى من هانوي. يتعامل بها الآن كل من رحلات نها ترانج الجوية التجارية، الذي كان يرأسها سابقا إلى مطار نها ترانج. في عام 2007، تمت ترقية كام رانه إلى مطار دولي. في ديسمبر2009 , تم افتتاح مطار كام رانه الدولي. وصل إجمالي رأس المال المستثمر ما يصل إلى نحو 300 مليار دونج فيتنامى.

## مرافق
المطار موجود في ارتفاع 40 قدم (12 م) أعلى مستوى سطح البحر. ويحتوي على  مدرج عين في 20/2 مع إسمنت قياس سطحه 10,000 by 150 قدم (3,048 م × 46 م).

## الخطوط الجوية والوجهات
| شركـات طيـران            | الوجهات |
| ------------------------ | --- |
| طيران آسيا               | مطار كوالالمبور الدولي |
| Air Busan                | Busan، مطار إنتشون الدولي |
| طيران الصين              | مطار تشونغتشينغ جيانغبى الدولي، مطار هانغتشو شياوشان الدولي |
| Air Seoul                | مطار إنتشون الدولي |
| خطوط آسيانا الجوية       | مطار إنتشون الدولي |
| Azur Air                 | مطار فنوكوفو الدولي موسمي عارض: Chita، Novokuznetsk، مطار نوفوسيبيرسك، Ulan-Ude، Vladivostok (جميعها معلقة) |
| Azur Air Ukraine         | موسمي عارض: مطار بوريسبيل الدولي (معلقة) |
| بامبو إيرويز             | مطار كن تاه الدولي، مطار دا نانغ الدولي، Hai Phong ‏، مطار نوي باي الدولي، مطار تان سون نهات الدولي، مطار إنتشون الدولي عارض: مطار ماكاو الدولي |
| خطوط العاصمة بكين الجوية | مطار هانغتشو شياوشان الدولي |
| خطوط جنوب الصين الجوية   | مطار قوانغتشو باييون الدولي |
| Eastar Jet               | مطار إنتشون الدولي |
| خطوط هاينان الجوية       | مطار قوانغتشو باييون الدولي، مطار شينزين باوان الدولي |
| خطوط هونغ كونغ اكسبرس    | مطار هونغ كونغ الدولي |
| Ikar                     | موسمي عارض: Irkutsk، Nizhny Novgorod ‏، مطار نوفوسيبيرسك، Perm، Surgut، مطار بولكوفو، Voronezh (جميعها معلقة) |
| Jeju Air                 | مطار إنتشون الدولي |
| Jin Air                  | مطار إنتشون الدولي |
| كوريا للطيران            | مطار إنتشون الدولي |
| خطوط لاكي الجوية         | مطار كونمينغ جانغشوي الدولي |
| Nordwind Airlines        | مطار شيريميتييفو الدولي (معلقة) موسمي عارض: Blagoveshchensk، Bratsk، Irkutsk، Khabarovsk، مطار يميلانو الدولي، Nizhnevartovsk، Omsk، Petropavlovsk-Kamchatsky، Rostov-on-Don، Vladivostok، Yuzhno-Sakhalinsk (جميعها معلقة) |
| خطوط طيران أوكاي         | مطار تشانغشا هوانغوا الدولي |
| Pacific Airlines         | مطار تشانغشا هوانغوا الدولي، مطار قوييانغ لونغدونغابو الدولي، مطار هانغتشو شياوشان الدولي، مطار نوي باي الدولي، مطار تان سون نهات الدولي، مطار فينه الدولي، مطار ووهان الدولي |
| خطوط إس سفن              | Irkutsk (معلقة) موسمي: مطار نوفوسيبيرسك (معلقة) |
| خطوط سيتشوان الجوية      | مطار تشونغتشينغ جيانغبى الدولي، مطار قوانغتشو باييون الدولي، مطار شينينغ الدولي |
| Sunday Airlines          | موسمي عارض: مطار ألماتي الدولي |
| طيران آسيا (تايلاند)     | مطار دون موينغ |
| T'way Air                | Cheongju (تبدأ في 8 يونيو 2023)، Daegu، مطار إنتشون الدولي |
| أورومتشي للطيران         | مطار لانتشو تشونغ تشوان |
| خطوط فيت جيت             | مطار ألماتي الدولي، مطار آستانا الدولي، Busan، مطار كن تاه الدولي، مطار دا نانغ الدولي، Hai Phong ‏، مطار نوي باي الدولي، مطار تان سون نهات الدولي، مطار إنتشون الدولي، مطار تايوان تاويوان الدولي، مطار فينه الدولي |
| الخطوط الجوية الفيتنامية | مطار دا نانغ الدولي، Hai Phong ‏، مطار نوي باي الدولي، مطار تان سون نهات الدولي، مطار جينجيانغ تشيوانتشو، مطار إنتشون الدولي، مطار شانغهاي بودنغ الدولي، مطار شانغي سنغافورة، مطار فينه الدولي موسمي: مطار تشونغتشينغ جيانغبى الدولي، مطار قوييانغ لونغدونغابو الدولي، مطار هانغتشو شياوشان الدولي، مطار كونمينغ جانغشوي الدولي، مطار شيريميتييفو الدولي، مطار نينغبو ليش الدولي، مطار نوفوسيبيرسك، Vladivostok، مطار ونزهو يونجقيانج الدولي، مطار ووهان الدولي، مطار كولتسوفو الدولي عارض: مطار داليان الدولي، مطار شنيانغ الدولي، مطار تاييوان وسو الدولي،مطار تشنغتشو الدولي موسمي عارض: مطار تشانغتشون الدولي، مطار تيانجين الدولي |
| Vietravel Airlines       | عارض: مطار نوي باي الدولي، مطار تان سون نهات الدولي |

## وصلات خارجية
- تاريخ الحوادث لـ (VVCR) على شبكة سلامة الطيران.